# Challenger Ciudad de Guayaquil
Il Challenger Ciudad de Guayaquil è un torneo professionistico maschile di tennis che fa parte dell'ATP Challenger Tour. Inaugurato nel 2005, si gioca annualmente sui campi in terra rossa del Guayaquil Tennis Club a Guayaquil, in Ecuador.
Sergio Roitman, Nicolás Lapentti, Leonardo Mayer e Alejandro Tabilo hanno vinto ciascuno 2 titoli nel singolare, mentre Guillermo Durán ha vinto il doppio 3 volte. Tomas Nydahl è stato l'unico tennista a vincere nello stesso anno (1997) singolare e doppio

## Albo d'oro

### Singolare
| Anno      | Campione               | Finalista            | Punteggio        |
| --------- | ---------------------- | -------------------- | ---------------- |
| 2024      | Federico Agustín Gómez | Tomás Barrios Vera   | 6–1, 6–4         |
| 2023      | Alejandro Tabilo (2)   | Daniel Elahi Galán   | 6–2, 6–2         |
| 2022      | Daniel Altmaier        | Federico Coria       | 6–2, 6–4         |
| 2021      | Alejandro Tabilo (1)   | Jesper de Jong       | 6–1, 7–5         |
| 2020      | Francisco Cerúndolo    | Andrej Martin        | 6–4, 3–6, 6–2    |
| 2019      | Thiago Seyboth Wild    | Hugo Dellien         | 6–4, 6–0         |
| 2018      | Guido Andreozzi        | Pedro Sousa          | 7–5, 1–6, 6–4    |
| 2017      | Gerald Melzer          | Facundo Bagnis       | 6–3, 6–1         |
| 2016      | Nicolás Kicker         | Arthur De Greef      | 6–3, 6–2         |
| 2015      | Gastão Elias           | Diego Schwartzman    | 6–0, 6–4         |
| 2014      | Pablo Cuevas           | Paolo Lorenzi        | walkover         |
| 2013      | Leonardo Mayer (2)     | Pedro Sousa          | 6–4, 7–5         |
| 2012      | Leonardo Mayer (1)     | Paolo Lorenzi        | 6–2, 6–4         |
| 2011      | Matteo Viola           | Guido Pella          | 6–4, 6–1         |
| 2010      | Paul Capdeville        | Diego Junqueira      | 6–3, 3–6, 6–3    |
| 2009      | Nicolás Lapentti (2)   | Santiago Giraldo     | 6–2, 2–6, 7–6(4) |
| 2008      | Sergio Roitman (2)     | Brian Dabul          | 7–6(5), 6–4      |
| 2007      | Nicolás Lapentti (1)   | Daniel Gimeno Traver | 6–3, 6(6)–7, 7–5 |
| 2006      | Sergio Roitman (1)     | Mariano Zabaleta     | 6–3, 4–6, 6–1    |
| 2005      | Marcos Daniel          | Flávio Saretta       | 6–2, 1–6, 6–0    |
| 2004 1998 | Non disputato          | Non disputato        | Non disputato    |
| 1997      | Tomas Nydahl           | Mariano Zabaleta     | 6–0, 6–3         |
| 1996      | Non disputato          | Non disputato        | Non disputato    |
| 1995      | Kris Goossens          | Dirk Dier            | 6–4, 6–4         |
| 1994      | Sjeng Schalken         | Christian Ruud       | 6–1, 6–4         |

### Doppio
| Anno      | Campioni                                        | Finalista                                    | Punteggio           |
| --------- | ----------------------------------------------- | -------------------------------------------- | ------------------- |
| 2024      | Karol Drzewiecki Piotr Matuszewski              | Luís Britto Marcelo Zormann                  | 6–4, 7–6(2)         |
| 2023      | Arklon Huertas del Pino Conner Huertas del Pino | Luca Margaroli Santiago Fa Rodríguez Taverna | 6–3, 6–1            |
| 2022      | Guido Andreozzi Guillermo Durán (3)             | Facundo Díaz Acosta Luis David Martínez      | 6–0, 6–4            |
| 2021      | Jesper de Jong Bart Stevens                     | Diego Hidalgo Cristian Rodríguez             | 7–5, 6–2            |
| 2020      | Luis David Martínez Felipe Meligeni Alves       | Sergio Martos Gornés Jaume Munar             | 6–0, 4–6, [10–3]    |
| 2019      | Ariel Behar (2) Gonzalo Escobar                 | Pedro Sakamoto Thiago Seyboth Wild           | 7–6(4), 7–6(5)      |
| 2018      | Guillermo Durán (2) Roberto Quiroz (2)          | Thiago Monteiro Fabrício Neis                | 6–3, 6–2            |
| 2017      | Marcelo Arévalo Miguel Ángel Reyes Varela       | Hugo Dellien Federico Zeballos               | 6–1, 6(7)–7, [10–6] |
| 2016      | Ariel Behar (1) Fabiano de Paula                | Marcelo Arévalo Sergio Galdós                | 6–2, 6–4            |
| 2015      | Guillermo Durán (1) Andrés Molteni              | Gastão Elias Fabricio Neis                   | 6–3, 6–4            |
| 2014      | Máximo González Guido Pella                     | Pere Riba Jordi Samper-Montaña               | 2–6, 7–6(3), [10–5] |
| 2013      | Stephan Fransen Wesley Koolhof                  | Roman Borvanov Alexander Satschko            | 1–6, 6–2, [10–5]    |
| 2012      | Martín Alund Facundo Bagnis                     | Leonardo Mayer Martín Ríos-Benítez           | 7–5, 7–6(5)         |
| 2011      | Júlio César Campozano (2) Roberto Quiroz (1)    | Marcel Felder Rodrigo Grilli                 | 6–4, 6–1            |
| 2010      | Juan Sebastián Cabal Robert Farah               | Franco Ferreiro André Sá                     | 7–5, 7–6(3)         |
| 2009      | Júlio César Campozano (1) Emilio Gómez          | Andreas Haider-Maurer Lars Pörschke          | 6(2)–7, 6–3, [10–8] |
| 2008      | Sebastián Decoud Santiago Giraldo               | Thiago Alves Ricardo Hocevar                 | 6–4, 6–4            |
| 2007      | Brian Dabul Juan Pablo Guzmán                   | Bart Beks Michael Quintero                   | 7–6(5), 6–3         |
| 2006      | Juan Pablo Brzezicki Leonardo Mayer             | Marcel Felder Fernando Vicente               | 1–6, 7–5, [14–12]   |
| 2005      | Juan Martín del Potro Juan Antonio Marín        | Luis Horna Iván Miranda                      | walkover            |
| 2004 1998 | Non disputato                                   | Non disputato                                | Non disputato       |
| 1997      | Gábor Köves Tomas Nydahl                        | Diego del Río Mariano Puerta                 | 2–6, 6–3, 7–6       |
| 1996      | Non disputato                                   | Non disputato                                | Non disputato       |
| 1995      | Tomáš Krupa Pavel Vízner                        | Pablo Campana Nicolás Lapentti               | 6–1, 6–1            |
| 1994      | João Cunha e Silva Nuno Marques                 | Matt Lucena Richard Schmidt                  | 7–6, 6–4            |